# Flórida (Paraná)
Flórida ist ein brasilianisches Munizip im Bundesstaat Paraná. Es hat 2652 Einwohner (2022), die sich Floridenser nennen. Seine Fläche beträgt 83 km². Es liegt 466 Meter über dem Meeresspiegel.

## Etymologie
Der Name der Gemeinde, Flórida, geht auf den Beginn der Rodung zurück. Der Schriftsteller Gilmar Moreira, der in den Archiven der Companhia Melhoramentos Norte do Paraná - CMNP - recherchiert hat, führte aus, dass der Name Flórida von dem Landvermesser vergeben wurde, der dieses Land vermaß. Er sei Amerikaner gewesen und habe sich vom Namen seines Heimatstaates Florida inspirieren lassen.

## Geschichte

### Companhia Melhoramentos Norte do Paraná
Die Geschichte der Wiederbesiedlung begann mit dem Besuch einer englischen Kommission unter der Leitung von Lord Montagu Norman im Jahr 1923. Diese Mission kam auf Einladung des Präsidenten der Republik Artur da Silva Bernardes nach Brasilien, um die finanzielle und wirtschaftliche Situation Brasiliens zu evaluieren. Die Regierung benötigte Finanzmittel und sollte zur Förderung ihrer Kreditwürdigkeit das brasilianische Steuersystem reformieren.
Zu dieser Kommission gehörte der schottische Lord Lovat, der entscheidend zur Kolonisierung des Nordens von Paraná beitragen sollte. Er beschaffte Informationen über die brasilianische Landwirtschaft und suchte für sich selbst nach geeignetem Land für den Baumwollanbau. Auf der anderen Seite versuchten brasilianische Landwirte, ausländische Investoren für den Einsatz von Kapital zu gewinnen, das für die Weiterführung der Eisenbahnlinie zwischen Ourinhos und Cambará notwendig war.
1924 gründeten Lord Lovat und andere Kapitalgeber in London das Brasil Plantations Syndicate TLD. Sie erwarben  mehrere Farmen und begannen mit dem Baumwollanbau.
Die Baumwollpflanzen auf den im Bundesstaat São Paulo erworbenen Farmen gediehen nicht gut und die englischen Investoren beschlossen, sie aufzugeben. Weitere Versuche, Baumwolle anzubauen, scheiterten. Die Engländer wandten sich dann einer massiven Investition in die Landerschließung zu.
Mit diesem neuen Ziel wurde am 24. September 1925 die Companhia de Terras Norte do Paraná gegründet, die später Companhia Melhoramentos Norte do Paraná hieß. Ihr erster Präsident war der Rechtsanwalt Antonio Moraes de Barros. Sie legte ihren Aktionsradius auf ein Gebiet zwischen den Flüssen Paranapanema, Tibaji und Ivaí fest. Zwischen 1925 und 1927 kaufte das Unternehmen insgesamt 515.000 Alqueires (12.360 km²) fruchtbarstes, urwaldbewachsenes Land.
Am 20. August 1929 kam die erste Pioniergruppe aus Ourinhos und leitete die Gründung des ersten Siedlungskerns, Londrina, ein.

### Ankunft der ersten Siedler
Einer der frühen Siedler von Flórida, Antonio Ciavolella, erzählt eine typische Geschichte der Pioniere von der Ankunft in ihrer neuen Heimat:
"Mein Chef mietete einen großen Lastwagen, der Fahrer war ein Schwarzer, ein sehr guter Mensch und hervorragender Fahrer, er hieß Benedito, der Lastwagen hatte einen großen Aufbau und fasste das Umzugsgut zweier Haushalte. Unser Chef fuhr mit einem Fordinho hinterher, er brachte Hacken, Kaffeesetzlinge und andere Dinge mit.
Wir verließen Cambé und als wir in Rolândia ankamen, kam heftiger Regen auf und verfolgte uns, bis wir unser neues Zuhause erreichten. Der Lastwagen rutschte auf der Fahrbahn hin und her und prallte gegen die Bäume am Straßenrand, denn diese Straße war nichts weiter als ein Feldweg mitten im Urwald. Auf dem Weg hinauf nach Valência rutschte der Lastwagen von einer Seite auf die andere, die Frauen in der Kabine baten Benedito anzuhalten, sie wollten den Aufstieg zu Fuß machen, weil sie das für sicherer hielten. Das Auto war kurz davor, stecken zu bleiben oder sich zu überschlagen. Den tapferen Frauen reichte der Schlamm bis zu den Knien, aber es war zu ihrem Glück. Denn bald darauf lag ein Elfenbeinholz-Baum quer über die Straße, der Fahrer bremste vergeblich, ein Ast schlug in die Kabine, er hätte sicherlich unsere Frauen verletzt. Wir alle stiegen ab, zogen den Baum von der Straße und setzten unsere Fahrt fort.
Wir kamen in Flórida an, bei starkem Regen, müde und hungrig. Wir hielten am ersten Laden an, der Chef ließ Brot, Wurst und Schnaps nach Belieben servieren. Von Flórida bis zu unserem Sítio waren es noch 7 km, und wir hatten gedacht, wir seien schon zu Hause. Wir fuhren um 15:30 Uhr weiter und kamen um 18:00 Uhr am Grundstück an. Es war in der Abenddämmerung des 7. April 1953. Als wir ankamen, gab es eine scharfe Kurve, und wir stiegen alle ab. Es ging nicht anders, das Auto geriet ins Schleudern und war erst sicher, als es gegen einen Baumstamm prallte. Wir haben den Lkw und den Umzug gleich dort gelassen. Wir gingen zu Fuß zum Haus. Die erste Nacht verbrachten wir auf dem Boden mit ein paar Decken."

### Erhebung zum Munizip
Flórida wurde durch das Staatsgesetz Nr. 24.245 vom 25. Juli 1960 in den Rang eines Munizips erhoben.

## Geografie

### Fläche und Lage
Flórida liegt auf dem Terceiro Planalto Paranaense (der Dritten oder Guarapuava-Hochebene von Paraná) auf 23° 05′ 13″ südlicher Breite und 51° 57′ 14″ westlicher Länge. Seine Fläche beträgt 83 km². Es liegt auf einer Höhe von 466 Metern.

### Vegetation
Das Biom von Flórida ist Mata Atlântica.

### Klima
In Flórida herrscht tropisches Klima. Die meisten Monate im Jahr sind durch Niederschläge gekennzeichnet. Auf das Gesamtklima im Jahr haben die wenigen trockenen Monate nur wenig Einfluss. Die Klimaklassifikation nach Köppen und Geiger lautet Am. Im Jahresdurchschnitt liegt die Temperatur bei 22,5 °C. Innerhalb eines Jahres gibt es 1416 mm Niederschlag.

### Gewässer
Flórida liegt im Einzugsgebiet des Pirapó, der die westliche Grenze des Munizips bildet.

### Straßen
Flórida ist über die PR-461 mit Ângulo im Süden und Lobato im Norden verbunden. Über die PR-458 kommt man im Südwesten nach Atalaia.

### Nachbarmunizipien
|         | Lobato                                      |          |
|         | Kompassrose, die auf Nachbargemeinden zeigt | Santa Fé |
| Atalaia | Mandaguaçu                                  | Ângulo   |

## Stadtverwaltung
Bürgermeister: Antonio Emerson Sette, PSD (2021–2024)
Vizebürgermeister: Roberto Leoni Júnior, PSD (2021–2024)

## Demografie

### Bevölkerungsentwicklung
| Jahr | Einwohner | Stadt | Land |
| ---- | --------- | ----- | ---- |
| 1970 | 2.976     | 28 %  | 72 % |
| 1980 | 1.985     | 53 %  | 47 % |
| 1991 | 2.096     | 79 %  | 21 % |
| 2000 | 2.434     | 90 %  | 10 % |
| 2010 | 2.543     | 91 %  | 9 %  |
| 2022 | 2.652     |       |      |

Quelle: IBGE (2011)

### Ethnische Zusammensetzung
| Gruppe *    | 1991    | 2000    | 2010    | wer sich als …                                                                   |
| ----------- | ------- | ------- | ------- | -------------------------------------------------------------------------------- |
| Weiße       | 73,6 %  | 68,5 %  | 58,8 %  | weiß bezeichnet                                                                  |
| Schwarze    | 6,4 %   | 4,9 %   | 1,0 %   | schwarz bezeichnet                                                               |
| Gelbe       | 1,4 %   | 0,6 %   | 0,2 %   | von fernöstlicher Herkunft wie japanisch, chinesisch, koreanisch etc. bezeichnet |
| Braune      | 18,5 %  | 26,0 %  | 40,0 %  | braun oder als Mischung aus mehreren Gruppen bezeichnet                          |
| Indigene    | 0,0 %   | 0,0 %   | 0,0 %   | Ureinwohner oder Indio bezeichnet                                                |
| ohne Angabe | 0,0 %   | 0,0 %   | 0,0 %   |                                                                                  |
| Gesamt      | 100,0 % | 100,0 % | 100,0 % |                                                                                  |

*) Anmerkung: Das IBGE verwendet für Volkszählungen ausschließlich diese fünf Gruppen. Es verzichtet bewusst auf Erläuterungen. Die Zugehörigkeit wird vom Einwohner selbst festgelegt.
Quelle: IBGE (Stand: 1991, 2000 und 2010)